# Berești
Berești is een stad (oraș) in het Roemeense district Galați. De stad telt 3526 inwoners.